# Pave Valentin
 "Valentinus" omdirigeres hertil. For gnostikeren, se Valentinus (gnostiker).
Valentin (latin Valentinus) (født 780, død 10. oktober 827) var pave lidt mere end en måned i 827. Han var af romersk afstamning og blev kåret som diakon af Paschal 1. (817–824). Disse informationer blev indskrevet kort efter hver paves død og er i det mindste nogenlunde tilregnelige. Man ved ikke mere om pave Valentin.